# Bruså
Bruså er en lille 8,6 km lang å   i det nordøstlige Himmerland, mellem Aars og Løgstør.
Den har sit udspring syd for Rønhøj Plantage, ca. 2 km nordvest for Navnsø,  og løber mod nord, hvor den løber i en smal, frodig dal mellem hederne Oudrup Østerhede og Lundby Hede i området De Himmerlandske Heder. Her passerer den Bruså Mølle, hvor der er dambrug, og fortsætter mod nord, hvor den løber ud i Dybvad Å ved Dybvad bro.
|  | Denne artikel om lokaliteten Bruså kan blive bedre, hvis der indsættes et (bedre) billede. Du kan hjælpe ved at afsøge Wikimedia Commons for et passende billede eller lægge et op på Wikimedia Commons med en af de tilladte licenser og indsætte det i artiklen. |

56°55′13.1″N 9°26′5.08″Ø / 56.920306°N 9.4347444°Ø